# Kareh
Kareh (uralkodói nevén Hauszerré) az ókori Egyiptom egyik uralkodója a második átmeneti korban. Feltehetőleg a kánaáni eredetű XIV. dinasztia harmadik uralkodója volt, és körülbelül tíz évig uralkodott a Nílus-delta fölött Avarisz városából, feltételezhetően i. e. 1770 és 1760 között vagy i. e. 1710 körül. Más elmélet szerint a XV. dinasztia hükszosz uralkodóinak vazallusa volt, ez esetben a XVI. dinasztiához sorolandó.
Kareh neve nyugati sémi eredetű, jelentése: „a kopasz”. Neve csak harminc királyi pecsétről ismert, melyek közül csak az egyikről tudjuk, honnan került elő: Jerikóból. Neve korábbi olvasatok szerint Kar, Kur vagy Kal.
Kim Ryholt szerint Karehhoz tartozik a Hauszerré uralkodói név, amely szintén csak szkarabeuszpecsétekről ismert. Kareh helye a kronológiában bizonytalan, Ryholt és Darrell Baker szerint a XIV. dinasztia harmadik uralkodója, pecsétjei stílusa alapján, Thomas Schneider és Jürgen von Beckerath ezzel szemben a XVI. dinasztia egyik királyának tartják. James Peter Allen feltételezése szerint a XV. dinasztia elejének egyik hükszosz uralkodója volt.

## Fordítás
- Ez a szócikk részben vagy egészben  a   Qareh című angol Wikipédia-szócikk ezen változatának fordításán alapul.  Az eredeti cikk szerkesztőit annak laptörténete sorolja fel. Ez a jelzés csupán a megfogalmazás eredetét és a szerzői jogokat jelzi, nem szolgál a cikkben szereplő információk forrásmegjelöléseként.